# Ермаковский (Новосибирская область)
Ермако́вский — посёлок в Кочковском районе Новосибирской области России. Административный центр Ермаковского сельсовета.

## География
Площадь посёлка — 83 гектара.

## История
Основан в 1907 году. По переписи 1926 года в посёлке проживало 846 человек, в том числе 414 мужчин и 432 женщины. Основное население — русские. В 1928 году состоял из 161 хозяйства. В административном отношении являлся центром Ермаковского сельсовета Кочковского района Каменского округа Сибирского края.

## Население
| 2002 | 2007 | 2010 |
| ---- | ---- | ---- |
| 413  | ↗430 | ↘359 |

## Инфраструктура
В посёлке по данным на 2007 год функционируют 1 учреждение здравоохранения и 2 учреждения образования.